# Epinephelus bilobatus
Epinephelus bilobatus (лат.) — вид лучепёрых рыб из семейства каменных окуней (Serranidae). Распространены в восточной части Индийского океана. Максимальная длина тела 33 см.

## Описание
Тело несколько удлинённое, покрыто ктеноидной чешуёй с дополнительными чешуйками. Высота тела меньше длины головы, укладывается 2,8—3,3 раза в стандартную длину тела (для особей длиной от 8 до 27 см). Длина крупной головы в 2,4—2,6 раза меньше стандартной длины тела. Верхний профиль головы выпуклый. Межглазничное пространство прямое или немного выпуклое. Предкрышка с заострёнными углами. Верхний край жаберной крышки прямой или немного выпуклый. На жаберной крышке три шипа. Подкрышка и межкрышечная кость гладкие. Верхняя челюсть доходит до вертикали заднего края глаза. На средней части нижней челюсти располагаются 2 латеральных ряда мелких зубов, зубы в рядах равны по размеру. Ноздри равны по размеру у мелких особей, а у рыб длиной более 27 см диаметр задних ноздрей в два раза превышает диаметр передних. На верхней части жаберной дуги 7—9 жаберных тычинок, а на нижней части 14—16. Длинный спинной плавник с 11 жёсткими колючими лучами и 17—18 мягкими лучами; третий или четвёртый жёсткие лучи наиболее длинные. Анальный плавник с 3 жёсткими и 8 мягкими лучами. Грудные плавники с 17—19 мягкими лучами, длиннее брюшных плавников. Хвостовой плавник закруглённый. Боковая линия с 48—52 чешуйками.
Голова и тело бледно-серовато-коричневое, покрытые неясно очерченными тёмно-оранжево-коричневыми пятнами; тёмные пятна заходят на мягкую часть спинного плавника, хвостовой и анальный плавники, где бледные промежутки между пятнами образуют сетчатый рисунок; пятна по краям этих плавников темнее других пятен. Вдоль основания спинного плавника и прилегающей части тела проходит ряд из трёх шиловидных тёмных пятен или близко расположенных пар тёмно-коричневых или чёрных пятен. Спинная часть тела с бледным голубовато-серым оттенком. Жёсткая часть спинного плавника темноватая, с тёмными точками и черноватым краем. Парные плавники также с тёмно-коричневыми точками. Темно-коричневая линия проходит вдоль бороздки на верхней челюсти.
Максимальная длина тела 33 см.

## Ареал и места обитания
Распространены вдоль западного побережья Австралии от широты 28°43’ ю. ш. до Арафурского моря и далее на север до Северной территории. Встречаются у берегов Индонезии. Морские придонные рыбы. Обитают у коралловых и скалистых рифов на глубине от 4-х до 50 м. Ведут одиночный образ жизни.